# Copiii războiului
Copiii războiului (germană Kriegskind; franceză enfant de la guerre; engleză war children) este un termen care se referă la acei copii care și-au petrecut copilăria în timpul unui război, ori s-au născut după război în urma unui viol sau a unei relații cu soldat din tabăra inamică, la acei copii care au fost victime nevinovate ale unui război. Mulți dintre ei au fost  despărțiți pentru totdeauna de frați și părinți, au suferit de foame și frig și au fost martori ai atrocităților războiului. Acești copii uitați de contemporani, au suferit traume sufletești care i-au petrecut toată viața. În unele țări ca Germania au fost întocmite studii și culegeri cu povestirile unor astfel de copii. 
Dintre acești copii provin cei care militează contra războiaielor.